# نسوا (رودخانه)
نسوا (به لاتین: Nasva) یک رود در استونی است که در دهستان سارما واقع شده‌است.